# Mary Hancock McLean
Pour les articles homonymes, voir McLean.
Mary Hancock McLean, née le 28 février 1861 à Washington dans le Missouri et morte le 17 mai 1930, est une médecin et missionnaire américaine.

## Biographie
Mary Hancock McLean, née le 28 février 1861 à Washington dans le Missouri, est la fille d'Elijah McLean, un médecin, et de Mary Stafford,.
Elle a une enfance privilégiée. Son père souhaite qu'elle réussisse ses études; il engage un tuteur privé et lui donne une allocation suffisante tout au long de sa vie. À l'âge de treize ans, elle s'inscrit au Lindenwood College de St. Charles, Missouri. En 1878, elle est transférée au Vassar College, où elle obtient son diplôme deux ans plus tard. Elle aspire à devenir médecin comme son père et est acceptée à la faculté de médecine de l'Université du Michigan.
Après avoir obtenu son diplôme de l'école de médecine de l'Université du Michigan, elle devient la première femme à occuper un poste officiel à l'hôpital St. Louis Female et la première femme admise à la Société médicale de St.Louis. Dans ces fonctions, elle s'occupait principalement de patients démunis, en particulier des prostituées qui souffraient de maladies vénériennes. Elle travaillait à la fois par souci humanitaire et en tant que presbytérienne convaincue, qui considérait son travail médical comme un moyen de réforme sociale et se préoccupait autant de la condition morale de ses patients que de leurs maladies physiques.
En 1885, elle s'installe comme médecin libéral en obstétrique et gynécologie. Soucieuse de la santé et de l'hygiène des jeunes femmes, elle crée en 1893 le dispensaire du soir pour les femmes, en 1904 le Foyer Emmaüs pour filles, précurseur de l'Association chrétienne des jeunes femmes de Saint-Louis, et en 1908 une clinique du soir gratuite pour femmes.
Intéressée à poursuivre son travail missionnaire à l'étranger, McLean s'est rendue en Chine et au Japon, où elle a travaillé dans des hôpitaux et s'est familiarisée avec l'enseignement médical chinois. Elle espérait s'y installer définitivement mais a été contrainte de retourner à St Louis après plusieurs mois passés en Asie à cause de sa mauvaise santé et de la rudesse du climat. Son collègue, le Dr Bishop, a témoigné son intérêt pour cette région et de son désir d'aider ses habitants :
« Elle a fait plusieurs voyages en Chine et espérait s'y installer (en permanence), mais les conditions climatiques ne le justifiaient pas. Cependant, au cours des mois qu'elle a passés en Chine, elle a opéré dans de nombreux hôpitaux des villes où elle avait des amis médecins. Elle a toujours été très intéressée par l'éducation des Chinois. Une vingtaine de garçons et de filles chinois doivent leur éducation et surtout leur formation médicale au soutien personnel et financier du Dr McLean. Beaucoup d'entre eux, pendant leurs années d'études, ont trouvé un foyer chez elle. ».
Restée célibataire, elle meurt le 17 mai 1930.